# Арест Троцкого в Галифаксе

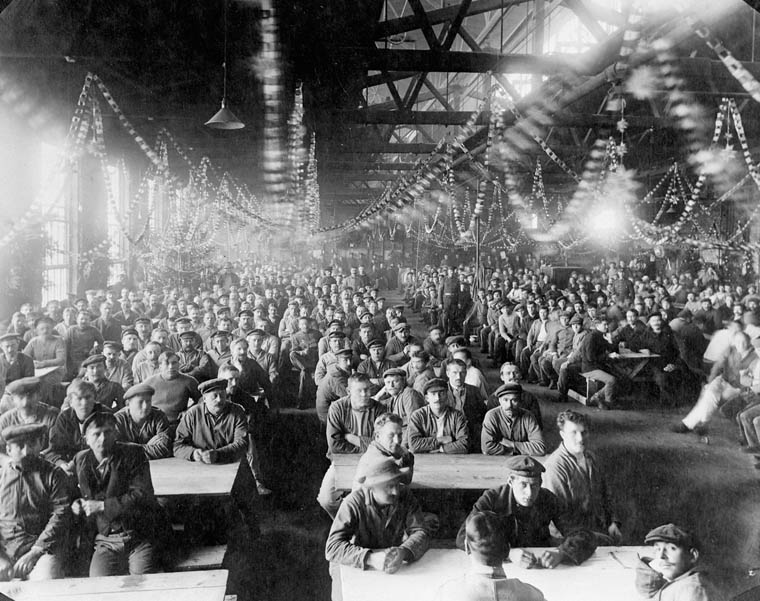
Лагерь для военнопленных в Амхерсте (декабрь 1916)

Арест Троцкого в Галифаксе (англ. Imprisonment of Leon Trotsky) — интернирование Льва Троцкого британскими властями в канадском городе Галифакс во время возвращения революционера из США в Россию в марте-апреле 1917 года: обвинение заключалось в получении Троцким «немецких денег» с целью свержения Временного правительства. Задержание, сопровождавшееся насилием, имело резонанс как в российской прессе, так и на международной арене; освобождению Троцкого активно способствовал Владимир Ленин. В лагере Троцкий успешно продолжил агитационную работу среди германских военнопленных. Задержание и последовавшее за ним освобождение сблизили Троцкого с большевиками и привели к тому, что другие социалисты, возвращавшиеся в Петроград и Москву, предпочли не оказываться на британской земле.

## Предыстория

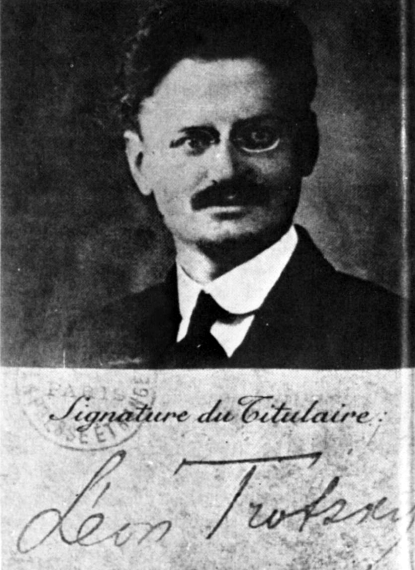
Французский паспорт Льва Троцкого, по которому он жил в Нью-Йорке в 1917 году

В январе 1917 года Лев Троцкий со своей семьёй переехал из испанской Барселоны в США и поселился в Нью-Йорке (район Бронкс). Здесь его и застали известия о Февральской революции в России: телеграфные агентства стали передавать первоначально неопределённые, но затем всё более частые и содержательные сообщения о волнениях в столице Российской империи, об отказе войск стрелять по демонстрантам и, наконец, об отречении Николая II. Несмотря на то, что изначально Троцкий планировал надолго обосноваться в Америке, свержение самодержавия на родине привело к тому, что он срочно начал готовить своё возвращение в Петроград. Уже 27 марта Троцкий с семьёй и несколькими другими эмигрантами, с которыми он успел сблизиться в США — Г. Н. Мельничанским, Г. И. Чудновским (помощник Троцкого), Константином Романченко, Никитой Мухиным и Львом Фишелевым — поднялся на борт парохода «Христианиафиорд» (иногда «Христианиа-Фиорд»; норв. Kristianiafjord или англ. Christianiafjord), следовавшего в Европу — в Норвегию. Всего через несколько месяцев, в июне 1917 года, этот пароход погиб в районе Ньюфаундленда.

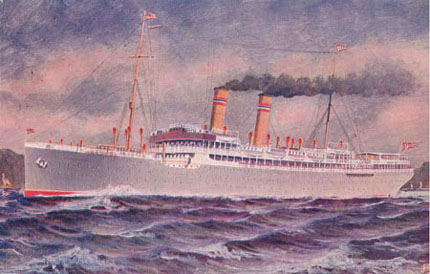
Открытка с изображением парохода «Христианиафиорд»

Перед отъездом, во время прощального выступления на американской земле — в «Гарлем Ривер Парк Казино» (англ. Harlem River Park Casino) — Лев Давидович призвал жителей США организоваться и «сбросить проклятое, гнилое, капиталистическое правительство». Проводить Троцкого в порт пришло около 300 человек: непосредственно на борт его занесли на плечах восторженные друзья и сторонники. Американский журналист Франк Харрис (англ. Frank Harris), предупреждал Троцкого, что во время своего трансатлантического путешествия тот может оказаться в руках британских властей. Кроме того, одним из пассажиров парохода был Андрей Калпашников, предположительно следивший за Троцким по заданию спецслужб стран Антанты.

## Арест и заключение

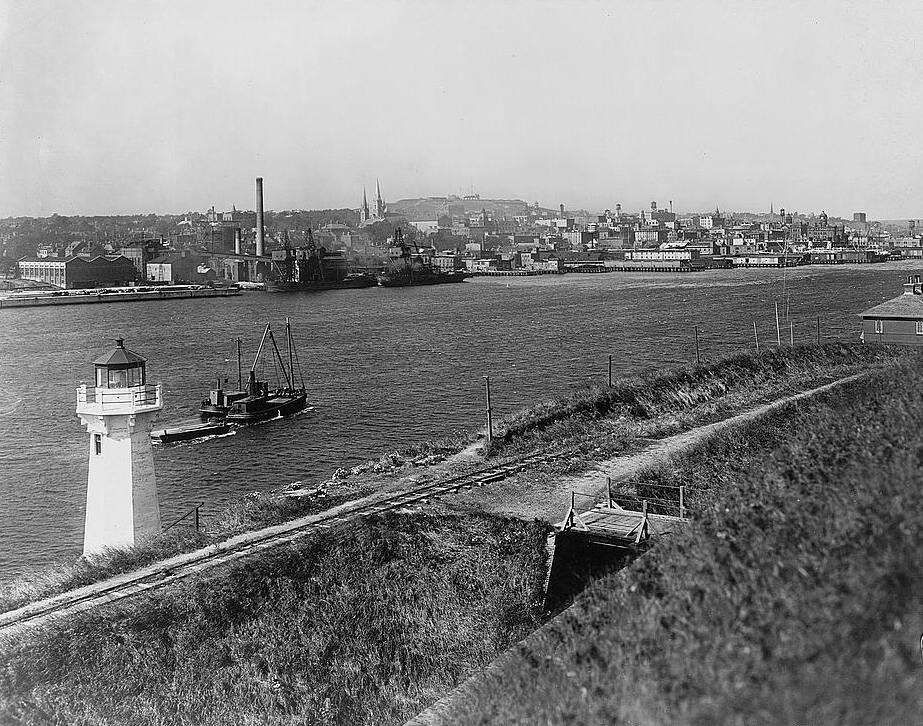
Галифакс в 1917 году

### Дознание в Галифаксе
Троцкий предполагал, что скоро окажется в Петрограде, где снова, как в 1905 году, будет в центре политических событий. Но вскоре произошёл инцидент, который задержал его появление в столице. 3 апреля в порту Галифакс канадской провинции Новая Шотландия, входившей в те годы в состав Британской империи, судно с Троцким остановилось для приёма новых пассажиров и досмотра британскими пограничными властями. Во время стоянки граждан России, по мнению Троцкого, подвергли грубой дискриминации: их подробно допрашивали о политических взглядах и планах действий по возвращении на родину. Лев Давидович счёл для себя унизительным отвечать на подобные вопросы:
Сведения, устанавливающие мою личность, извольте получить, но не более того: внутренняя русская политика не состоит пока что под контролем британской морской полиции.
Биографы Троцкого позднее утверждали, что британские пограничники «хорошо понимали, с кем они имеют дело», поскольку проводы Троцкого в Нью-Йорке были «громкими», а о «крайне революционных» взглядах пассажиров в Галифаксе были осведомлены ещё до прибытия парохода: 29 марта местные пограничные военно-морские службы получили телеграмму из Лондона, от адмиралтейства, с указанием «сгрузить и задержать до предстоящих указаний» шесть пассажиров, включая Троцкого. В качестве основания для ареста указывалось, что «эти русские социалисты отправляются с целью организации революции против нынешнего русского правительства», которое являлось союзником Великобритании в Первой мировой войне.

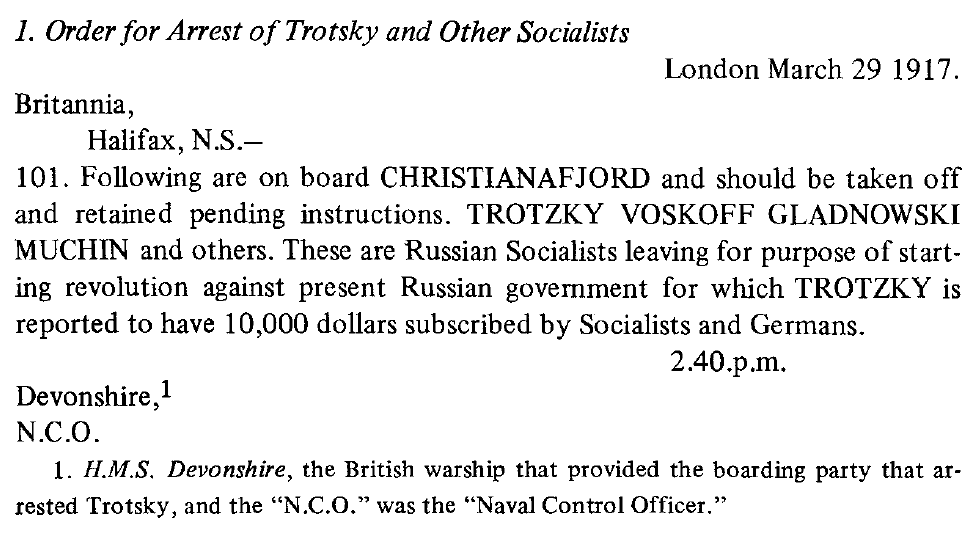
Ордер на арест Троцкого

### Снятие с судна
Формальный повод для снятия себя с корабля Троцкий предоставил британским властям сам — своим надменным поведением. Прибывший на борт «Христианиафиорда» британский «адмирал», со свитой офицеров и в сопровождении целой команды военных матросов с броненосного крейсера «Девоншир» (англ. HMS Devonshire) потребовал от шестерых «русских» — которых удалось идентифицировать, несмотря на имевшую место в приказе путаницу в фамилиях и незнание многими английского языка — покинуть судно для установления их личностей и намерений. Троцкий отказался выполнять распоряжение, в результате чего «театрально и торжественно», был вынесен британскими матросами на руках. По мнению Калпашникова, Троцкий пытался оказать сопротивление. Одиннадцатилетний старший сын Троцкого — Лев Седов — подбежал к одному из офицеров и ударил его, после чего обратился к отцу с вопросом: «Ударить его ещё, папа?» После ареста Троцкий был дактилоскопирован, полностью раздет в присутствии множества людей и обыскан полицейскими. Сохранились антропометрические данные, собранные представителями канадских властей при доставки Троцкого в лагерь: рост — 5 футов и 8,5 дюймов (174 см); вес — 137 фунтов (62,1 кг).

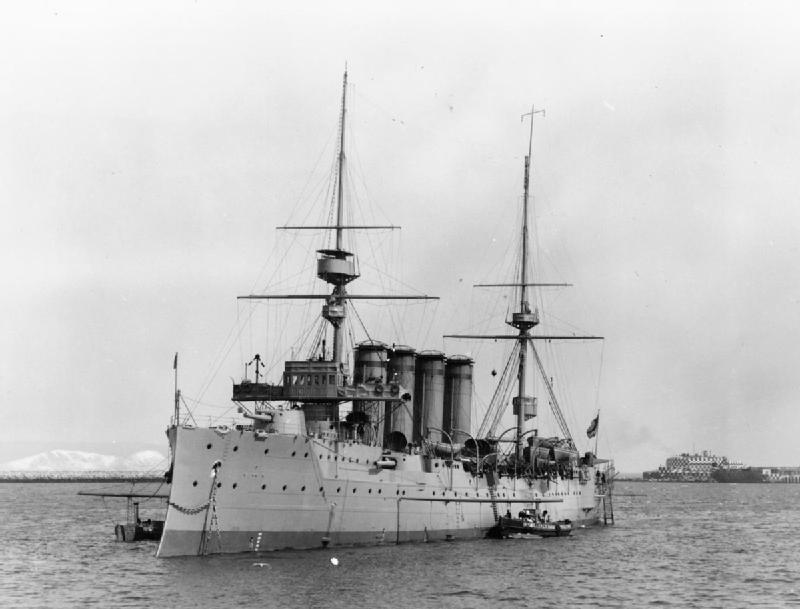
Броненосный крейсер «Девоншир» (до 1914)

Британский офицер, предположительно лейтенант М. Джонс (англ. Lt. M. Jones), в апреле 1919 года оставил следующее описание обстоятельств ареста будущего главы Красной армии:
|  | [Троцкий] сопротивлялся и… у нас получилась довольно оживлённая борьба: сначала в каюте, а затем и на палубе. Два матроса схватили его — тогда он упал на пол каюты, вопя по-русски благим матом. У него была причёска с длинными волосами и, когда он попытался укусить одного из моряков за руку, я схватил его за эти волосы и в тот момент подумал, что дёрнул слишком сильно — но теперь я сожалею, что не выдрал их целиком…. |

В британском официальном ордере на арест Троцкого фигурировала сумма в десять тысяч долларов США, якобы полученная Львом Давидовичем от «социалистов и немцев» с целью свержения Временного правительства.
Супруга Троцкого Наталья Седова с детьми была оставлена властями в Галифаксе, в квартире семьи переводчика и полицейского инспектора «русского происхождения» Давида Горовица (англ. Mr. and Mrs. David Horowitz) на улице англ. Market street — в дальнейшем их предполагалось депортировать обратно в США. Позже Седова вспоминала, что «будучи неплохим человеком, [полицейский] был глуп до комичности. Получив приказ скрытно за мной наблюдать, он хвастал передо мной, как ловко он это делает». Лев Давидович был всем происходящим крайне недоволен, считая, что квартира, в которую поселили его семью, принадлежит «англо-русскому полицейскому агенту». Через несколько дней власти перевели Седову в местный дешёвый отель (англ. Prince George Hotel на улице англ. Hollis street) — с обязательством ежедневной регистрации в полиции. Не знающая английского Седова была вынуждена в бытовом общении обращаться к местным жителям с фразой англ. Speak you French?.

### В лагере
Самого Троцкого, вместе с остальными революционерами, отвезли в лагерь для военнопленных, располагавшийся в близлежащем небольшом городе Амхерст, в здании бывшего завода. Это был крупнейший из 24 лагерей, существовавших тогда в Канаде — в нём содержались более 800 человек, преимущественно немецкие матросы с подводных лодок. Из лагеря Лев Давидович обратился с протестом к королевскому правительству Великобритании — протест остался без ответа. Комендант лагеря — герой Англо-Бурской войны, полковник Артур Генри Моррис — объясняя революционеру причины задержания, говорил об опасности Троцкого как «для нынешнего русского правительства», так и для «союзников вообще».

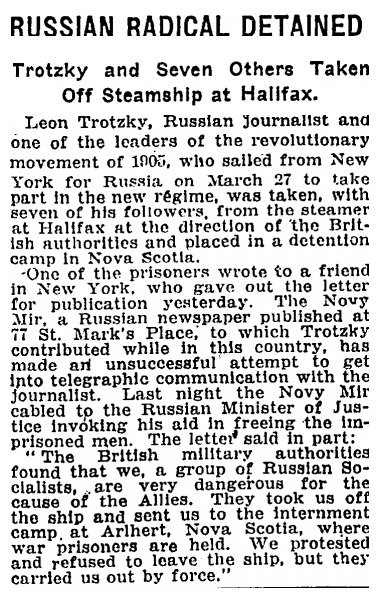
«Русский радикал задержан: Троцкий и семь других лиц сняты с парохода в Галифаксе»

В заключении Троцкий, только начавший учить английский, стал переводчиком единственной газеты, разрешённой в лагере (Halifax Chronicle) и продолжил пропаганду антивоенных идей — на этот раз среди рядовых военнопленных Центральных держав, содержащихся в лагере (офицеры и состоятельные подданные Германской империи жили отдельно и не привлекались к физическому труду). Его речи имели успех, заставлявший нервничать администрацию лагеря — запрет на его выступления был опротестован более чем пятью сотнями пленных моряков. Второй офицер лагеря Витман (англ. F. C. Whiteman) в 1940 году говорил, что если бы арест Троцкого продлился немного дольше, то все немецкие военнопленные стали бы коммунистами. Позже, уже в России — на заседании Петроградского Совета — сам Лев Давидович утверждал, что «близко сошёлся с германскими пролетариями».
Формальный приказ начальника лагеря, запрещавший Троцкому произносить революционные речи, не помог — будущий нарком отказался его выполнять, за что был посажен в «заводскую печь» (англ. foundry blast furnace), выполнявшую в лагере роль карцера. Как долго Троцкий провёл в печи, на сегодняшний день неизвестно.

### Реакция в США
Арест Троцкого, которого ещё «не успели забыть в Нью-Йорке», стал газетной сенсацией: новость об аресте «русского радикала» попала на передовицы крупнейших газет города, включая The New York Times, и стала поводом для запроса к американскому конгрессмену Мейеру Лондону. 15 апреля в Нью-Йорке прошла массовая встреча социалистов, посвящённая аресту, где участники произносили речи на английском, русском, датском и японском языках и на которой детский хор исполнял в честь Троцкого «Интернационал». Корреспондент New York Times особо отмечал обилие немецких подданных и лиц с немецкими корнями среди публики.

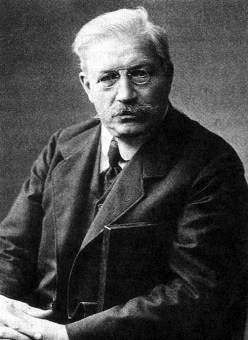
Павел Милюков в 1916 году

### Реакция в России и позиция Ленина
Незамедлительно после ареста, в Петроград — на имя министра юстиции Временного правительства Александра Керенского — была направлена телеграмма, в которой задержанные требовали немедленного вмешательства российских властей. Копия телеграммы была отправлена и в Совет рабочих депутатов — она была оглашена на заседании Петроградского Совета 6 апреля, в день вступления США в Первую мировую войну. В результате, Совет принял решение обратиться с протестом как к министру иностранных дел России Павлу Милюкову, так и к посольству Великобритании:
Революционная демократия России с нетерпением ждёт к себе своих борцов за свободу.

Джордж Бьюкенен в 1913 году

Попытки Троцкого послать новые телеграммы в Петроград, а также в Лондон — на имя премьер-министра Дэвида Ллойд Джорджа — пресекались лагерным начальством. Вскоре новости об аресте были опубликованы газетой «Известия» и другими печатными органами Петрограда. В ответ британский посол в России Джордж Бьюкенен разослал в газеты сообщение, что арестованные в Канаде лица плыли в столицу «с субсидией от германского посольства для низвержения Временного правительства». Реакция на арест была столь серьёзной, что рабочие ряда петроградских заводов, принадлежащих британским подданным, забастовали — а сами владельцы оказались под угрозой физической расправы.
В этот «критический» момент Троцкому помог Владимир Ленин: несмотря на прошлые политические разногласия, он выступил в защиту революционера в «Правде»:
Шесть человек за руки и за ноги тащили товарища Троцкого – всё это во имя дружбы к русскому временному правительству!
По мнению биографов Троцкого ленинское выступление было немаловажным, поскольку свидетельствовало, что большевистское руководство — и прежде всего сам Ленин — было готово сотрудничать с Троцким.
Временное правительство заняло в отношении задержания Льва Давидовича двойственную позицию, разрываясь между той опасностью, которую представлял для властей «неугомонный и красноречивый демагог», и необходимостью демонстрировать на международной арене суверенность новой России. Посол Бьюкенен ждал «чётких указаний» со стороны российских властей для определения дальнейшей судьбы задержанных. 8 апреля он передал своему правительству просьбу российского министра Павла Милюкова об освобождении Троцкого и его спутников — несмотря на то, что сам британский дипломат пытался переубедить российского министра. Через два дня Милюков проинформировал Бьюкенена, что отзывает свою просьбу об освобождении. Самостоятельные же попытки Бьюкенена войти в контакт с большевистскими печатными органами, с целью разъяснения британской позиции, привели его к мысли, что «этих людей невозможно заставить прислушаться к голосу разума» (англ. It is impossible to make such people listen to reason).

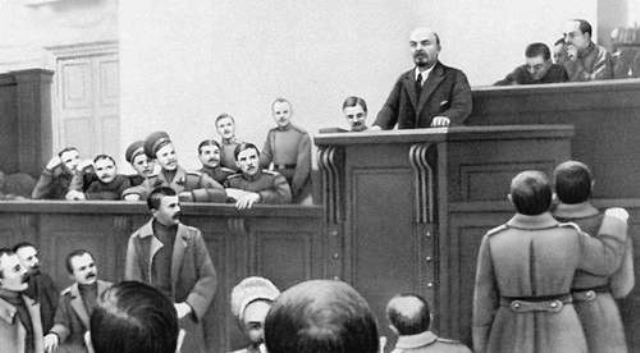
Выступление Ленина с трибуны Петроградского Совета в апреле 1917 года

В это время Ленин и большевики продолжали «энергичные выступления» в защиту Троцкого, называя его «заведомым интернационалистом» и «противником войны». Использование имени популярного бывшего главы Петросовета было выгодно в тот период и самим большевикам. В своём апрельском обращении «К солдатам и матросам», а также в тексте «Против погромщиков», Владимир Ильич писал, что арест «товарища» Троцкого доказывал бессилие Временного правительства перед Англией и Францией:
Англичане держат в тюрьме… нашего товарища Троцкого, бывшего председателем Совета рабочих депутатов в 1905 году, арестовали и держат в тюрьме.
Кроме того, за кулисами происходила и борьба внутри британских спецслужб — контрразведки МИ5, непосредственно ответственной за арест революционера, и разведки МИ6 — по-разному интерпретировавших обвинения против Троцкого. Некоторые британские офицеры опасались провокации со стороны уже теперь бывшего Российского царского правительства.

### Освобождение
В результате нового вмешательства Петроградского Совета министр Милюков был вынужден обратиться к британским властям с официальной просьбой об освобождении группы Троцкого. 20 апреля задержанные получили по телеграфу разрешение следовать далее, после чего они были посажены на датский пароход «Хелиг Олав» (дат. Helig Olaf), следовавший в Европу — немецкие военнопленные аплодировали Троцкому, покидающему лагерь, а лагерный оркестр провожал его «Интернационалом».

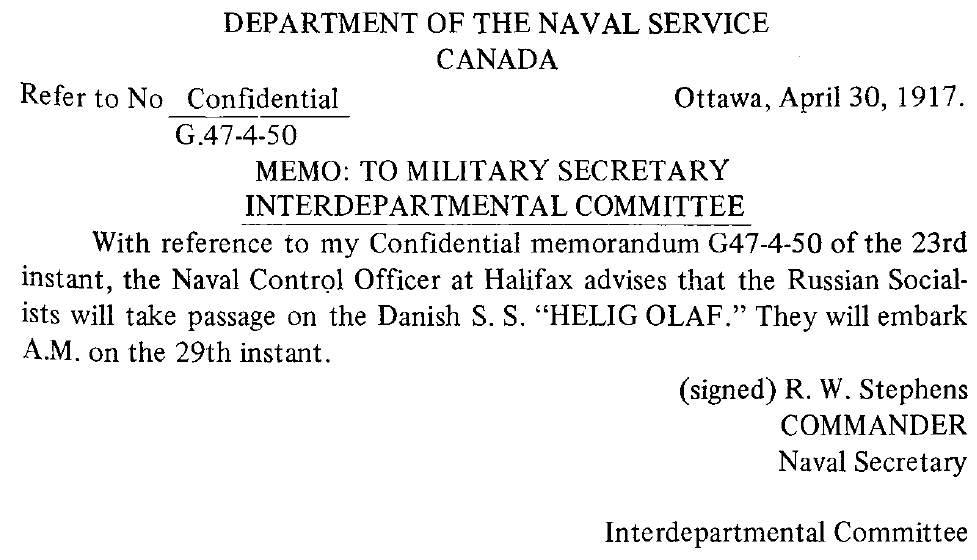
Приказ об освобождении Троцкого

Непосредственно перед отъездом Троцкий заявил британскому офицеру Меккену, что первым его запросом в Учредительном собрании, за созыв которого в тот момент выступали большевики, будет запрос министру иностранных дел России об издевательствах англо-канадской полиции над российскими гражданами. По мнению Роберта Сервиса, уже взойдя на борт Троцкий погрозил британскому офицеру, оставшемуся в порту, кулаком и изверг ряд проклятий в адрес Англии — свидетель событий Андрей Калпашников относит этот эпизод к моменту ареста. Британские власти отправили вместе с Троцким в путешествие и своего осведомителя.

## Последствия
Инцидент с Троцким был расценён многими русскими эмигрантами-социалистами, проживавшими на Западе, как предостережение против собственного возвращения в Россию через британские территории. Арест будущего наркома склонял их к использованию «ленинского пути» — то есть перемещения через германскую территорию, несмотря на состояние войны между Россией и Германией, а также возможные обвинения в «шпионаже». В частности, 12 апреля Юлий Мартов писал:
Да после снятия Троцкого... с парохода англичанами мы были бы дураками, если бы стали соглашаться на другие пути… поедем через Германию…

Те же мысли содержала и телеграмма от 3 мая, направленная своим единомышленникам в Петроград Организационным комитетом РСДРП, в который входили Аксельрод, Мартов, Мартынов и другие марксисты:
После случая с Троцким невозможно доверять обещаниям [британского] правительства.

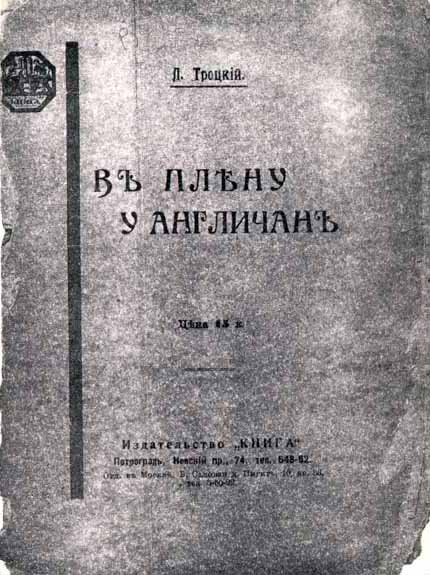
Троцкий Л. «В плену у англичан» (1917)

Задержание Троцкого в канадском Галифаксе привело к тому, что он пропустил апрельский политический кризис, в результате которого в России было образовано первое коалиционное правительство, в состав которого вошли пять социалистов — включая хорошо ему знакомых М. И. Скобелева и В. М. Чернова. Кроме того, биограф Троцкого Сервис отмечал тот эмоциональный излом (англ. emotional eruption), который пережил Лев Давидович в заключении, не зная, сможет ли добраться до революционного Петрограда.
В ноябре 1917 года немецкий дипломат Курт Рицлер, ставший вскоре помощником посла Мирбаха, в своём донесении немецкому посольству в Стокгольме утверждал, что он имел сведения о «жгучей ненависти» (англ. burning hatred), которую Троцкий питал к англичанам после своего ареста.

## В искусстве
Пребыванию Троцкого в Новой Шотландии посвящена пьеса историка театра, профессора Роберта Фотерджиля «Задержание господина Троцкого» (англ. Detaining Mr. Trotsky), написанная в 1987 году и впервые поставленная в Торонто в том же году.